# N821 (België)
De N821 is een gewestweg in de Belgische provincie Luxemburg. De route verbindt de N86 bij Wardin met de N874 bij Mageret. De route heeft een lengte van ongeveer 7 kilometer en bestaat uit een smallere weg zonder belijning.